# 스트렙토라이신
스트렙토라이신(streptolysin)은 연쇄상구균이 생산하는 두 가지의 용혈성 외독소이다. 스트렙토라이신의 두 유형은 각각 산소에 불안정한 스트렙토라이신 O(SLO, slo)와 산소에 안정적인 스트렙토라이신 S(SLS, sagA)가 있다.
SLO는 싸이올 활성화 세포용해소 패밀리의 구성원이다. SLO의 용혈 활성은 가역적으로 환원된 상태에서만 나타난다. 항원성이기 때문에 SLO에 대한 항체인 항스트렙토라이신 O는 항스트렙토라이신 O 역가(titer)에서 검출될 수 있다.
SLS는 산소가 있는 곳에서 안정적이다. 크기가 작기 때문에 항원성이 아니다. 합성 경로의 유사성으로 인해 때때로 박테리오신으로 간주된다.

## 스트렙토라이신 O
스트렙토라이신 O(SLO, slo)는 동물 세포의 세포막을 투과성으로 만드는 것으로 알려진 4개의 단백질 도메인이 있는 세균 독소이다. SLO는 먼저 표적 세포의 세포막에서 발견되는 콜레스테롤에 단량체로 결합한 다음 올리고머 막관통 구멍을 형성하며 막 내에 구멍 복합체를 생성하여 독성을 가진다. 콜레스테롤 의존적 세포용해소(CDC, 또는 싸이올 활성화 세포용해소)로 분류되며 그람 양성균인 화농성연쇄상구균(Streptococcus pyogenes)에 의해 분비된다. 스트렙토라이신 O가 효과적으로 작용하기 위해서는 표적막에 상당한 양의 콜레스테롤이 있어야 한다. 다른 CDC와 달리 SLO에는 60개의 아미노산 N 말단 도메인이 포함되어 있어 식별하기 쉽다.
인간 혈청 알부민은 이전에 디피실리균의 독소와도 상호작용하는 것으로 보고된 도메인 II에 위치한 비전통적 부위에서의 결합을 통해 SLO의 세포독성과 용혈 효과를 중화시키는 것으로 입증되었다.
이 독소는 높은 항원성 효과를 가져 항체인 항스트렙토라이신 O를 생산하도록 만든다. 임상적으로 이러한 항체의 존재는 최근 A군 연쇄상구균 감염이 있었다는 것을 나타낼 수 있다. 또한 SLO는 각질세포에서 세포자멸사를 촉진하는 것으로 알려져 있다. 이 과정의 기전은 표적 세포막을 가로질러 NAD+ 글리코하이드로레이스(SPN)를 전위시키는 것이다. 그 후에는 SPN 매개 세포자멸사로 이어지는 SPN 전위를 중지할 수 있는 N-말단 도메인을 제거하여 세포자멸사를 일으킨다.

### A군 연쇄상구균 감염
A군 연쇄상구균 감염으로 인해 매년 전 세계적으로 517,000명이 사망한다. 이러한 감염의 정확한 작용 기전에 대해서는 많이 알려져 있지 않지만 일단 감염이 세포 내에 존재하면 파괴적인 영향을 일으킬 수 있다. 인간의 자궁내막 세포에서 테스트했을 때, 스트렙토라이신 O와 SpeB 단백질분해효소에 의해 자극된 세포의 50%가 처음 2시간 이내에 사멸되었다. 또한 스트렙토라이신 O와 SpeB 단백질분해효소가 선천면역 반응을 제한한다는 결과가 나왔다.

## 스트렙토라이신 S
스트렙토라이신 S(SLS, sagA)는 티아졸/옥사돌 변형 마이크로신(TOMM) 패밀리의 구성원인 세포용해성 독력인자이다. 이 세포용해소는 번역 후 변형된 펩타이드로 자연적인 진화 경로를 통해 합성되었다. SLS는 혈액한천배지에서 성장한 화농성연쇄상구균이 β-용혈성을 보이는 원인이다. SLS의 생합성 과정은 완전히 알려져 있지 않지만 화농성연쇄상구균 감염에서 중요한 독력인자라는 사실은 알려져 있다. SLS는 연조직을 손상시켜 독성을 유발하며 신호 분자로도 작용할 수 있다. 숙주에 도입되면 식세포에 영향을 미치고 피부 장벽을 가로질러 세균이 들어오는 데 도움을 준다.